# 不好意思，我們明天要結婚
《不好意思，我們明天要結婚》，為宮園和泉原作的日本漫畫。透過《Petit comic》（小學館）於2014年5月號起開始連載。
2017年由富士電視台改編為電視劇。台灣則由緯來日本台與KKTV播出，並由KKTV取得獨家採訪。

## 故事概要
在大銀行工作的高梨明日香的夢想是成為專職主婦，但這個結婚夢在男朋友突然提出分手後，瞬間變成了絕望的深淵。
而安慰了這樣的明日香的，是之前在婚禮會場遇見，後來再次偶遇的帥哥廣播員名波龍。雖然對方的溫柔及和善打動到明日香，但對方卻是抱著不婚主義的男人。
二人對雙方結婚的價值觀無法作出認同或讓步，但又不斷互相吸引著，隨著感情升溫之下他們終於交往。不過持有相反婚姻觀的二人今後會如何？結果會是結婚，還是分手？

## 登場人物
- 高梨明日香（25歳）

於大型銀行上班的銷售精英。夢想是結婚後成為専業主婦並以此身份而自豪。
- 名波龍（28歳）

PTV的播音員，暱稱波波龍。不婚主義者。曾經因為跟女演員有不倫關係而被調往紐約分局工作。
- 莉央

明日香的朋友。與廣紀交往但沒有結婚意願。
- 小野廣紀

明日香與莉央的前輩。與名波同居。希望能夠與女朋友莉央結婚。

## 書籍情報
| 卷數 | 小學館         | 小學館             | 東立出版社     | 東立出版社         |
| 卷數 | 發售日期       | ISBN               | 發售日期       | ISBN               |
| ---- | -------------- | ------------------ | -------------- | ------------------ |
| 1    | 2014年11月10日 | ISBN 9784091364302 | 2016年9月9日   | ISBN 9789864621590 |
| 2    | 2015年3月10日  | ISBN 9784091367792 | 2017年3月16日  | ISBN 9789864621606 |
| 3    | 2015年8月10日  | ISBN 9784091374684 | 2017年7月7日   | ISBN 9789864621613 |
| 4    | 2016年1月8日   | ISBN 9784091381194 | 2018年12月13日 | ISBN 9789864629022 |
| 5    | 2016年6月10日  | ISBN 9784091383525 | 2019年4月2日   | ISBN 9789864707522 |
| 6    | 2016年11月10日 | ISBN 9784091387653 | 2020年9月7日   | ISBN 9789864825660 |
| 7    | 2017年2月10日  | ISBN 9784091392671 |                |                    |
| 8    | 2017年9月8日   | ISBN 9784091394439 |                |                    |
| 9    | 2018年6月8日   | ISBN 9784098700691 |                |                    |

## 電視劇
《不好意思，我們明天要結婚》，於2017年1月23日起，每週一晚間21:00 - 21:54於富士電視台的月9時段播出，初回擴大15分鐘。主演為西內瑪麗亞，本劇為西內初次於月9演出與初次主演。此外，本劇亦為flumpool的山村隆太演員出道作。編劇為《婚禮前的日子》山室有紀子和《LOVE SONG》倉光泰子。台灣則由KKTV與緯來日本台播出，其中緯來日本台名稱為夢想結婚。

### 故事簡介
明日香和名波在最差的情況下認識，加上雙方的想法大相逕庭而勢成水火，然而之後明日香發現名波除了不想結婚其他條件都非常理想，二人越了解就走得越近，但卻不是交往的關係，到底二人最終會變成怎樣？一眾各有不同的戀愛婚姻價值觀的人，將帶來不同的戀愛對戰。

### 人物
- 高梨明日香：西內瑪麗亞

在大型銀行工作，持有多個和金融相關的資格，工作比誰都更熱心和有能力，然而她比一般人有強一倍的結婚願望，夢想是能夠跟戀愛對象談戀愛然後結婚成為專業主婦。本來有一個交往了5年的男友並一直等對方向自己求婚，但最後反而在生日當天被提出分手，於是她開始進行婚活，然而一直慘敗。
- 名波龍：山村隆太（flumpool）

TNN電視台的主播，曾在紐約分部工作，回國後成為新聞節目的主持，因為人帥工作又優秀，成為人氣絕頂的主播。然而他因為家庭環境的關係是一個絕對不想結婚的「嫌婚男子」，害怕結婚失去自由，不想負房債，更怕萬一出軌被要求安慰金，所以一直避開和女性接近，但數年前曾和櫻木夕子有不倫關係。
- 神谷曉人：山崎育三郎

明日香工作銀行的證券系皇牌營業員，是個「追求結婚利益的男人」，知道明日香想結婚當專業主婦的願望後，認為對方符合他的結婚對象條件於是向她求婚但被拒絕，之後在不放棄說服對方的過程中漸漸喜歡上明日香。
- 桐山莉央：中村杏

和明日香關係很好的前輩兼女子會伙伴，一直專注磨練自己，沒怎樣考慮戀愛和結婚。
- 牧瀨桃子：岸井雪乃

是明日香的同期兼女子會伙伴，一直希望以最高效率結婚。
- 小野廣紀：森田甘路（日语：森田甘路）

明日香的前輩也是她的相談對象，他和名波是高中已認識的朋友，並和他同居中，作為很想結婚的男人他正單戀著莉央。
- 高梨奏：葉山獎之

明日香的弟弟，因為家中大小事都要由明日香操心，變成依賴她的戀姊狂。
- 矢澤麻衣：山賀琴子

名波的新人女播報員後輩，暗戀著名波。
- 清水悠真：鍵本輝（Lead）

視名波為對手的年輕播報員後輩，暗戀著麻衣。
- 金田三郎：加藤諒

電視台的化妝師，對於電視台的一切非常熟悉。
- 高梨新太郎：古館寬治（日语：古舘寛治）

明日香的父親，計程車司機，工作努力又溫暖地對待家人，十分重視妻子，是明日香的理想丈夫形象。
- 留守香奈：椿鬼奴（日语：椿鬼奴）

明日香三人行經常光顧的多國料理店「Luz」店主，過去曾遊遍世界，男性經歷也很國際化，並以這些經驗在和明日香討論之中向她提出戀愛意見。
- 高梨典子：石野真子

明日香的母親，身為家庭主婦為了家人一直在默默努力，亦是名波的粉絲。
- 櫻木夕子：高岡早紀

對結婚很固執的人氣女演員，在名波作為新人之時認識他及發展不倫關係，雖然二人之間已撇清關係，但對著名波仍然抱有微妙的感情。
- 冰室統哉：杉本哲太

名波所屬電視台的編成局次長，有決定節目演出人員的權力，為了節目收視不擇手段。
- 三上響：澤村一樹

名波所屬的播報室室長，對名波有很高評價，大愛其節目，是個「已結婚的男人」。

### 製作人員
- 原作：宮園和泉 《不好意思，我們明天要結婚》（小學館《Petit comic》）
- 編劇：山室有紀子、倉光泰子
- 音樂：山田豐（日语：やまだ豊）、安田寿之（日语：安田寿之）、西口悠二
- 製作人：後藤博幸、大木綾子（日语：大木綾子）
- 導演：並木道子、石井祐介（日语：石井祐介）
- 製作著作：富士電視台

### 播出日程及收視率
| 集數                                                | 播出日期 | 標題                                                                       | 導演     | 收視率 | 備註             |
| --------------------------------------------------- | -------- | -------------------------------------------------------------------------- | -------- | ------ | ---------------- |
| 第1話                                               | 1月23日  | 想結婚的女人VS不想結婚的男人！戀愛戰爭 結婚したい女VSしたくない男!恋バトル | 並木道子 | 8.5%   | 延長15分鐘       |
| 第2話                                               | 1月30日  | 突如其來的求婚                                                             | 石井祐介 | 6.9%   |                  |
| 第3話                                               | 2月06日  | 別對我的女人出手                                                           | 並木道子 | 7.6%   |                  |
| 第4話                                               | 2月13日  | 情敵的Kiss                                                                 | 宮脇亮   | 6.6%   |                  |
| 第5話                                               | 2月20日  | 到訪女方娘家                                                               | 石井祐介 | 6.2%   |                  |
| 第6話                                               | 2月27日  | 驅蟲用的右手無名指指環                                                     | 並木道子 | 5.0%   | 時段單集史上最低 |
| 第7話                                               | 3月06日  | 分手吧 淚的決定                                                            | 野田悠介 | 6.4%   |                  |
| 第8話                                               | 3月13日  | 再見 愚蠢的人                                                              | 石井祐介 | 6.1%   |                  |
| 第9話                                               | 3月20日  | 櫻花樹下                                                                   | 並木道子 | 6.0%   |                  |
| 收視率6.59%（收視率由Video Research於關東地區調查） |          |                                                                            |          |        |                  |

- 註：
  - 1月23日播出的第一話，以收視率8.5%創下富士電視台史上該時段最低首集收視率紀錄[3]。
  - 2月13日播出的第四話，以收視率6.6%創下富士電視台史上該時段最低單集收視率紀錄。其後，2月20日播出的第五話、2月27日播出的第六話更分別以收視率6.2%[3]、5.0%[4]不斷刷新了富士電視台史上該時段的最低單集收視率記錄。
  - 2月27日播出的第六話收視率僅5.0%，是富士電視台史上該時段播出的電視劇中首次僅有個位數五的單集收視率[4]。

### 節目變遷
| 日本 富士電視台 週一晚間九點連續劇 | 日本 富士電視台 週一晚間九點連續劇 | 日本 富士電視台 週一晚間九點連續劇 |
| ---------------------------------- | ---------------------------------- | ---------------------------------- |
|                                    | （2017.1.23-2017.3.20）            |                                    |
| （2016.10.17-2016.12.19）          | （2017.4.17-2017.6.26）            |                                    |

| 香港 Now觀星台／Now劇集台 和風周末 逢星期六 21:30-22:30 | 香港 Now觀星台／Now劇集台 和風周末 逢星期六 21:30-22:30 | 香港 Now觀星台／Now劇集台 和風周末 逢星期六 21:30-22:30 |
| ------------------------------------------------------- | ------------------------------------------------------- | ------------------------------------------------------- |
|                                                         | （2017.7.8-2017.9.2）                                   |                                                         |
| 掠奪的愛、冬 （2017.5.20－2017.7.1）                    | 犯罪症候群 （2017.9.9－2017.10.28）                     |                                                         |

| 臺灣 緯來日本台 每周一～五 21:00 - 22:00 | 臺灣 緯來日本台 每周一～五 21:00 - 22:00 | 臺灣 緯來日本台 每周一～五 21:00 - 22:00 |
| ---------------------------------------- | ---------------------------------------- | ---------------------------------------- |
|                                          | （2017.7.19-2017.7.31）                  |                                          |
| （2017.7.5-2017.7.18）                   | （2017.8.1-2017.8.14）                   |                                          |

## 外部連結
- 突然ですが、明日結婚します - プチコミック （页面存档备份，存于）（日語）
- 不好意思，我們明天要結婚－富士電視台 （页面存档备份，存于）（日語）
- 不好意思，我們明天要結婚－富士電視台的X（前Twitter）（日語）
- 不好意思，我們明天要結婚－KKTV播放頁面 （页面存档备份，存于）（繁體中文）
- 夢想結婚－緯來日本台 （页面存档备份，存于）（繁體中文）
- 豆瓣电影上《不好意思，我們明天要結婚》的資料 （简体中文）
- 时光网上《不好意思，我們明天要結婚》的資料（简体中文）